# آپریانی راهایو
آپریانی راهایو (انگلیسی: Apriyani Rahayu؛ زادهٔ ۲۹ آوریل ۱۹۹۸) بدمینتون‌باز زن اهل اندونزی است.